# Molophilus extricatus
Molophilus extricatus là một loài ruồi trong họ Limoniidae. Chúng phân bố ở miền Australasia.